# Alexander Armstrong
Alexander Henry Fenwick Armstrong (ur. 2 marca 1970 w Rothbury) – brytyjski aktor i prezenter telewizyjny.
Ukończył Trinity College na Uniwersytecie Cambridge .

## Filmografia

### Filmy
- 1994: There’s No Business jako Tim
- 1994: A Breed of Heroes jako kapitan Henry Sandy
- 1996: Never Mind the Horrocks
- 1997: Mojo
- 1999: Plunkett i Macleane jako Winterburn
- 2000: Dar widzenia jako Charles Dodgson
- 2000: Cinderella jako książę Charming
- 2001: Dziewczyna na urodziny jako Robert Moseley
- 2001: Zapaleńcy jako prowadzący poranny program
- 2002: I Saw You jako Peter
- 2004: X-Rated: The Pop Videos They Tried to Ban jako narrator
- 2005: Moja rodzina i inne zwierzęta jako narrator
- 2005: The Perfect Scary Movie jako narrator
- 2005: Open Wide jako David Wivvelsfield
- 2005: Panna Marple: Morderstwo odbędzie się... jako Dermot Craddock
- 2005: Wszystko gra jako pan Townsend
- 2005: Moja rodzina i inne zwierzęta jako narrator
- 2006: Scoop – Gorący temat jako policjant
- 2007: The Trial of Tony Blair jako David Cameron
- 2007: Christmas at the Riviera jako Miles
- 2007: Happy Birthday BAFTA
- 2009: Micro Men jako Clive Sinclair
- 2009: Skellig jako pan Hunt
- 2009: Comic Relief 2009 jako pan Smith
- 2010: Jackboots on Whitehall jako Czerwony lider
- 2012: Hacks jako David Bullingdon[2]

### Seriale
- 1995 – 1996: Cienka niebieska linia jako mężczyzna na komisariacie
- 1998 – 2000: Zestresowany Eryk
- 2000 – 2001: Sherlock Holmes: Mroczne początki – Turnavine
- 2000 – 2001: Beast jako Nick
- 2000 – 2002: Time Gentlemen Please jako Dean
- 2001: Dr. Terrible's House of Horrible jako Michael Masters
- 2002: Tlc jako doktor Noble
- 2004: Life Begins jako Phil Mee
- 2006: Hotel Babylon jako Aiden Spencer
- 2006: Sexondale jako Jerome Wilson
- 2007: Comedy Showcase jako Murdo
- 2007 – 2011: Przygody Sary Jane jako pan Smith
- 2008, 2011: Doktor Who jako pan Smith/Reg Arwell
- 2008: Krewni i znajomi jako Patrick Turner
- 2010: Rev. jako Patrick Yan
- 2012: Love Life jako Dominic
- 2012: Hunderby jako brat Joseph

### Producent
- 1997 – 2001: Armstrong and Miller
- 2007 – 2011: The Armstrong and Miller Show

### Prezenter TV
- 2003 –: Have I Got News for You
- 2009 –: Pointless"[a].
- 2011: The Great British Weather
- 2011: Epic Win
- 2011 –: Alexander Armstrong's Big Ask
- 2013: Prize Island
- 2013: The 12 Drinks of Christmas

### Radio
- grudzień 1998: The Children’s Hour (BBC Radio 4)
- lipiec 2006: Private Passions (BBC Radio 3)[3]

### Gry
- 2003: Hidden & Dangerous 2